# بان بيير كوليبالي
بان بيير كوليبالي (بالفرنسية: Pan Pierre Koulibaly)‏ (24 مارس 1986) لاعب كرة قدم بوركيني من دون نادي حاليا ويجيد اللعب في مركز المهاجم.

## الإنجازات

### إيتوال فيلانتي واغادوغو
- كأس بوركينا فاسو (1): 2006

### الاتحاد
- دوري الدرجة الأولى الليبي لكرة القدم (2): 2009، 2010
- كأس ليبيا لكرة القدم (1): 2009
- كأس السوبر الليبي (2): 2008، 2009

### صحم
- كأس السلطان قابوس (1): 2016

## روابط خارجية
- بان بيير كوليبالي على موقع قاعدة بيانات كرة القدم.إي يو (الإنجليزية)
- بان بيير كوليبالي على موقع ناشيونال فوتبول تيمز (الإنجليزية)
- بان بيير كوليبالي على موقع Soccerway.com (الإنجليزية)